# Vallibona
Vallibona település Spanyolországban, Castellón tartományban. Vallibona Canet lo Roig, Castell de Cabres, Morella, La Pobla de Benifassà, Rossell és Xert községekkel határos. Lakosainak száma 64 fő (2024).

## Népesség
A település népessége az elmúlt években az alábbi módon változott:
| Lakosok száma | 94   | 89   | 100  | 90   | 101  | 87   | 81   | 69   | 67   | 64   |
|               | 2001 | 2004 | 2006 | 2009 | 2011 | 2014 | 2016 | 2019 | 2021 | 2024 |